# 洼瓣花
洼瓣花（学名：Lloydia serotina）为百合科洼瓣花属下的一个种。